# Majhfal
Majhfal (nep. माझफाल) – gaun wikas samiti w zachodniej części Nepalu w strefie Karnali w dystrykcie Dolpa. Według nepalskiego spisu powszechnego z 2001 roku liczył on 369 gospodarstw domowych i 1921 mieszkańców (961 kobiet i 960 mężczyzn).